# Koidu (Saue)
Koidu is een plaats in de Estlandse gemeente Saue vald, provincie Harjumaa. De plaats heeft de status van dorp (Estisch: küla) en telt 416 inwoners (31 december 2021).

## Ligging
Op het grondgebied van het dorp ligt het station Padula aan de spoorlijn Tallinn - Paldiski. Het station is genoemd naar de buurtschap Padula, die echter zelf op het grondgebied van het buurdorp Vanamõisa ligt. Langs de westgrens van Koidu loopt de rivier Vääna.

## Geschiedenis
Koidu werd op 21 juli 2012 gevormd uit delen van de plaatsen Vanamõisa en Alliku. De bewoners van het gebied hadden de overheid zelf verzocht om er een afzonderlijk dorp van te maken.